# Perszenet

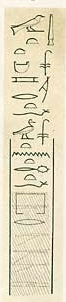
Perszenet sírfelirata

Perszenet ókori egyiptomi királyné a IV. dinasztia idején. Egyetlen említése ismert a sírjából, de az is sérült, a név egy valószínű rekonstrukció. Címei szerint z3.t-nỉswt n.t ẖt=f („A király test szerinti leánya”) és ḥm.t-nỉswt mrỉỉt=f („A király szeretett felesége”), de hogy melyik uralkodónak leánya és/vagy felesége, az ismeretlen. Sírjának elhelyezkedése alapján általában Hafré feleségének tartják, eszerint Hufu leánya lehet. Szintén a sírok fekvése alapján tartják Hafré és Perszenet közös gyermekének Nikauré vezírt, mivel e sírok szomszédosak és nagyjából egy időben épültek.
További címe: wr.t-ḥts („A jogar úrnője”).

## Lásd még
- LG 88

## Fordítás
- Ez a szócikk részben vagy egészben  a   Persenet című angol Wikipédia-szócikk ezen változatának fordításán alapul.  Az eredeti cikk szerkesztőit annak laptörténete sorolja fel. Ez a jelzés csupán a megfogalmazás eredetét és a szerzői jogokat jelzi, nem szolgál a cikkben szereplő információk forrásmegjelöléseként.
- Ez a szócikk részben vagy egészben  a   Persenet című német Wikipédia-szócikk ezen változatának fordításán alapul.  Az eredeti cikk szerkesztőit annak laptörténete sorolja fel. Ez a jelzés csupán a megfogalmazás eredetét és a szerzői jogokat jelzi, nem szolgál a cikkben szereplő információk forrásmegjelöléseként.